# Xeromyces
Xeromyces är ett släkte av svampar. Xeromyces ingår i familjen Monascaceae, klassen Eurotiomycetes, divisionen sporsäcksvampar och riket svampar.
|           | Monascus                             |
|           |                                      |
|           | Basipetospora                        |
|           |                                      |
| Xeromyces | \| \| Xeromyces bisporus \| \| \| \| |
|           | \| \| Xeromyces bisporus \| \| \| \| |
|           | Fraseriella                          |
|           |                                      |
|           | Xeromyces bisporus                   |
|           |                                      |

|  | Xeromyces bisporus |
|  |                    |